# Кипелые источники
Кипелые источники (Нижне-Щапинские) — минеральные горячие источники в южной части полуострова Камчатка.
Расположены на территории Кроноцкого заповедника в 14 км к юго-западу от вулкана Кизимен, по обе стороны Левой Щапины, в 9 км выше впадения в неё левого притока — Ипуина. В заболоченной пойме и в 300 м от берега р. Левая Щапина, на северо-западе от Кроноцкого озера в 60 км от посёлка Щапина.
Кипелые горячие источники представляют собой две искусственные ванны (5×7, 5×4 м). Ванны интенсивно газируют, температура в них 30—40 °C. Состав газа — углекислый. Состав воды — гидрокарбонатный-магниевый с общей минерализацией 2—3 г/л. В воде и в её осадках присутствуют в повышенных количествах марганец, железо, фосфор.
Нижне-Щапинские углекислые термальные источники в составе обеих групп являются памятником природы.